# Herington (Kansas)
Herington é uma cidade localizada no estado americano de Kansas, no Condado de Dickinson e Condado de Morris.

## Demografia
Segundo o censo americano de 2000, a sua população era de 2563 habitantes.
Em 2006, foi estimada uma população de 2475, um decréscimo de 88 (-3.4%).

## Geografia
De acordo com o United States Census Bureau tem uma área de
5,5 km², dos quais 5,5 km² cobertos por terra e 0,0 km² cobertos por água. Herington localiza-se a aproximadamente 395 m acima do nível do mar.

## Localidades na vizinhança
O diagrama seguinte representa as localidades num raio de 16 km ao redor de Herington.